# Wes Montgomery
John Leslie "Wes" Montgomery (Indianapolis, 6 de març de 1923 - Indianapolis, 15 de juny de 1968) fou un guitarrista de jazz estatunidenc.
Va tocar sovint amb els seus germans Buddy Montgomery (pianista i vibrafonista) i Monk Montgomery (contrabaixista), així com amb l'organista Melvin Rhyne.
Els enregistraments que va realitzar fins a l'any 1965 es van orientar cap al hard bop, el soul jazz i el post bop, però cap al mateix any va començar a enregistrar àlbums instrumentals, més propers al pop, que van obtenir molt d'èxit.
El seu estil va tenir influències posteriors en el jazz fusion i l'smooth jazz.

## Biografia
Va aprendre a tocar la guitarra de forma autodidacta cap a l'any 1943, després d'escoltar al guitarrista Charlie Christian amb l'orquestra de Benny Goodman. Uns mesos després comença a tocar a clubs de la seva ciutat natal, així com amb orquestres locals. Durant diversos anys, va tocar amb els seus germans Buddy i Monk, en una banda anomenada The Montgomery Brothers, fins que Lionel Hampton li va demanar que s'incorporés al seu grup, que incorporava músics com Charles Mingus, amb qui va tocar i enregistrar entre els anys 1948 i 1950. Un cop passada aquesta etapa va tornar a la seva ciutat natal junt amb la seva família. Durant sis anys va estar treballant de soldador en una fàbrica de peces de radio, tocant de nits a diferents clubs.
Entre els anys 1957 i 1959 va realitzar algunes actuacions amb els seus germans, que havien format un nou quartet anomenat The Mastersounds. Es movien en l'escena de la Costa Oest encara que el seu primer disc el signarien, per problemes contractuals, amb l'anterior nom de The Montgomery Brothers. Va ser gràcies a la intermediació dels seus germans que Richard Bock, productor del segell discogràfic Pacific Jazz, va organitzar un enregistrament amb Wes i altres músics joves, entre els quals es trobava Freddie Hubbard. Va ser el primer disc Wes com líder i de Hubbard com a músic, Fingerpicking (1958), amb arranjaments de Gerald Wilson i la participació dels seus germans, entre d'altres músics. A l'any següent, enregistrava  el seu primer disc en format de trio, acompanyat per l'organista Melvin Rhyne i el bateria Paul Parker.
L'enregistrament l'any 1960 del seu disc The Incredible Jazz Guitar of Wes Montgomery, amb el pianista Tommy Flanagan, el baixista Percy Heath i el bateria Albert "Tootie" Heath, publicat pel segell Riverside, el va portar a la fama dins el món del jazz, obtenint diferents reconeixements (Down Beat 's New Star, Metronome Guitar Award), amb el seu estil funky, molt influenciat per la tècnica fingerpicking del blues de Piedmont. Va tocar després amb el John Coltrane Sextet al Monterey Jazz Festival, (Monterey, Califòrnia) el 22 de setembre de 1961. La formació va incloure a John Coltrane, Eric Dolphy, McCoy Tyner, Wes Montgomery, Reggie Workman i Elvin Jones, amb temes com My Favorite Things, Naima, So What o Impressions.
Els enregistraments realitzats amb Riverside entre 1959 i 1963, es consideren els seus treballs més espontanis, formant part de grups petits i acompanyat de músics com Tommy Flanagan, James Clay, Victor Feldman, Hank Jones, Johnny Griffin o Mel Rhyne. Al desaparèixer la discogràfica Riverside, Montgomery va signar, entre els anys 1964 i 1966, per la discogràfica Verve, amb la que va gravar diversos discs orquestrals en els que realitza diferents aproximacions al pop i soul, acompanyat de l'arranjador Don Sebesky i el productor Creed Taylor. En aquest període va treballar també amb el Wynton Kelly Trio i l'organista Jimmy Smith. L'any 1967 Montgomery va signar, juntament amb Creed Taylor, amb la discogràfica A&M i en dos anys va gravar tres discos molt exitosos, influenciats també pel pop.

## Discografia selecta
- Fingerpickin' (1958)
- Far Wes (1958)
- The Wes Montgomery Trio (1959)
- The Incredible Jazz Guitar of Wes Montgomery (1960)
- Cannonball Adderley and the Poll-Winners (1960)
- Movin' Along (1960)
- The Montgomery Brothers (1960)
- The Montgomery Brothers in Canada (1961)
- So Much Guitar! (1961)
- Groove Yard (1961)
- Bags Meets Wes! (with Milt Jackson) (1961)
- Full House (1962)
- Fusion!: Wes Montgomery with Strings (1963)
- Boss Guitar (1963)
- Guitar On The Go (1963)
- The Alternative Wes Montgomery (1963)
- Portrait of Wes (1963)
- Movin' Wes  (1964)
- Bumpin' (1965)
- Smokin' at the Half Note (1965)
- Goin' Out of My Head (1965)
- Tequila (1966)
- California Dreaming (1966)
- Jimmy & Wes: The Dynamic Duo  (1966)
- Further Adventures of Jimmy and Wes (1966)
- A Day in the Life (1967)
- Down Here on the Ground (1968)
- Road Song (1968)
- Willow Weep for Me (1968)